# Wartehäuschen der städtischen Verkehrsbetriebe (1941)

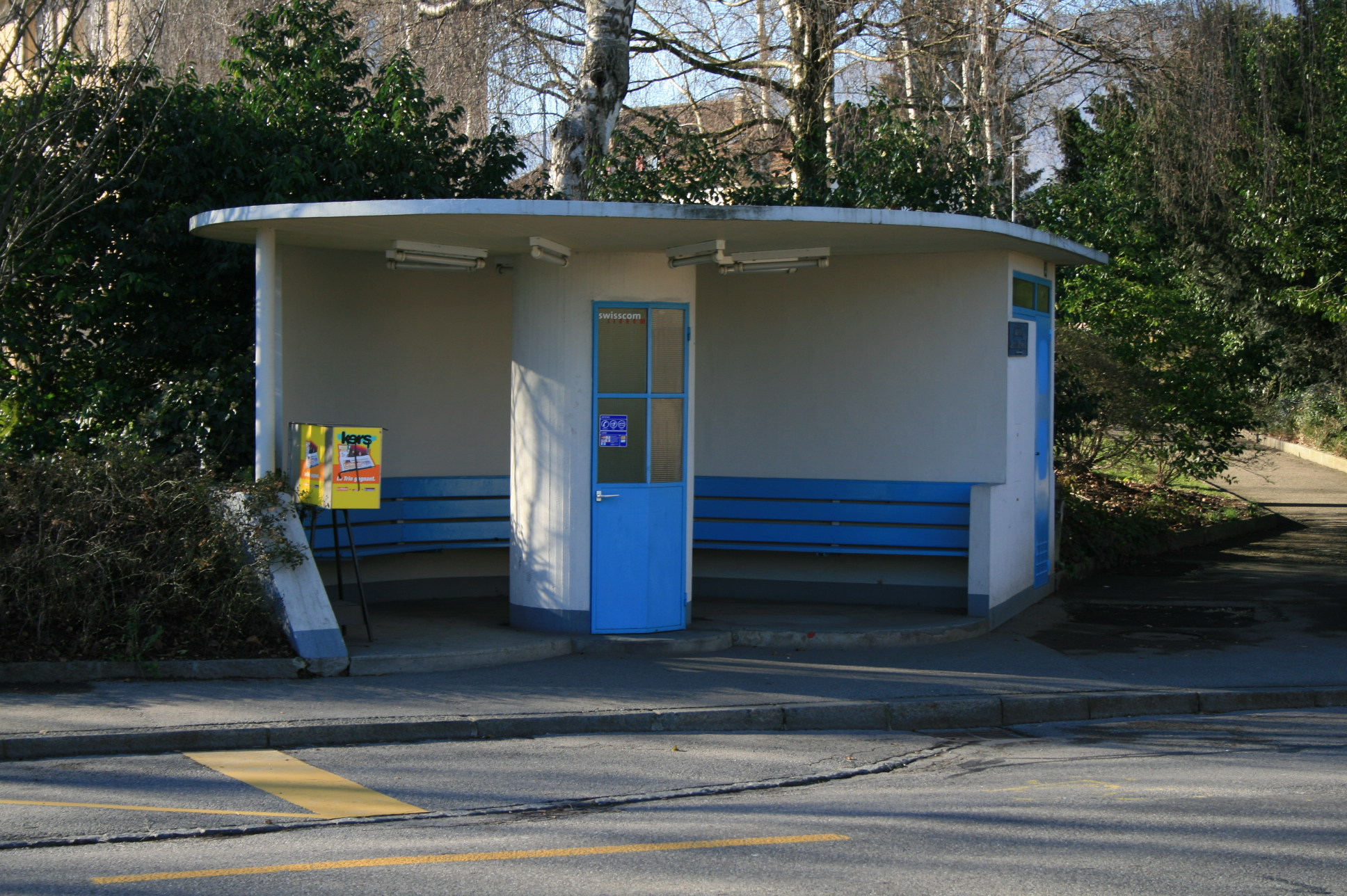
Wartehäuschen Brüggstrasse 50 (2007)

Das Wartehäuschen, Brüggstrasse 50 in Biel/Bienne im Kanton Bern in der Schweiz wurde 1941 von Karl von Büren im Stil der «Bieler Moderne» errichtet und steht als Kulturgut unter Denkmalschutz. Es wurde 1997 saniert.

## Beschreibung
Das Wartehäuschen liegt am Rande einer Bahnüberführung in einer Grünfläche in der Brüggstrasse 50. An den Mühlefeldweg ist es über einen Fussweg angeschlossen. Es wurde 1941 vom Architekten Karl von Büren als Eisenbetonbau entworfen. Damit ist es das einzige Wartehäuschen der Bieler Moderne, dass nicht von Ernst Berger geschaffen wurde. Unter einem halbrunden Flachdach befindet sich ein zentral angeordneter Stützpfeiler, der zu einer Telefonzelle ausgebaut wurde. Um die Zelle herum wurden radial Neonröhren als Beleuchtung angeordnet. Ursprünglich gab es an der Südostseite eine Metallsprossenwand, die nun fehlt. Auf der Rückseite des einseitig offenen Wartehäuschens befindet sich ein Service- und Toilettenraum. Aufgrund der Bauteildimensionen wirkt der Bau sehr zierlich. Er ist Bestandteil der Reihe von «berühmten» Wartehäuschen der Verkehrsbetriebe Biel aus der Zeit zwischen dem Ersten und Zweiten Weltkrieg, die «bewusst als Symbole von Fortschrittlichkeit und Modernität» geschaffen wurden. Das Bauwerk wurde 2003 rechtswirksam im Bauinventar des Kantons als «schützenswert» verzeichnet.